# Crispin Glover
Crispin Hellion Glover (New York, 20 aprile 1964) è un attore, regista, sceneggiatore, musicista, scrittore e produttore cinematografico statunitense.

## Biografia
Nato a New York, è figlio dell'attore Bruce Glover e della ballerina Mary Elizabeth Lillian Betty Krachey Bloom. Ha avuto una piccola parentesi come regista, montatore, sceneggiatore e produttore cinematografico nei suoi film What Is It? e successivamente per It Is Fine. Everything Is Fine!. Appassionato di arte, è anche un provetto musicista e pittore. Ha partecipato in ruoli minori ma dotati di grande realismo, quasi camei, nelle pellicole Cuore selvaggio e The Doors, in cui ha impersonato Andy Warhol.
La sua fama, tuttavia, è principalmente legata al ruolo di George McFly, il padre di Marty, interpretato nel primo episodio della serie cinematografica di Ritorno al futuro. Nel secondo capitolo della trilogia fu sostituito da Jeffrey Weissman, con addosso un trucco modellato sulle sue fattezze, ottenuto da un calco della faccia. Stando alle dichiarazioni del regista Robert Zemeckis negli extra del DVD della pellicola, Glover non ha trovato gli accordi economici per partecipare ai due seguiti, mentre in un'intervista a Movies.com l'attore ha dichiarato di aver rifiutato per un'offerta pari alla metà di quella proposta a Lea Thompson e Thomas Wilson, che avevano un ruolo paragonabile al suo.
Nel 1984 inizialmente fu scelto per interpretare Johnny Lawrence in Per vincere domani - The Karate Kid, ruolo che successivamente è andato a William Zabka. 
In una sua apparizione al Late Night with David Letterman del 28 luglio 1987, per promuovere la pellicola I ragazzi del fiume, Glover si è presentato e comportato in un modo simile a Rubin, un personaggio della pellicola Rubin and Ed, che però sarebbe uscita solo quattro anni dopo. La sua fu un'apparizione anticonvenzionale da ospite problematico, che arriva a mimare un calcio verso Letterman, ed è stata citata molte volte. La controversia se si fosse trattato di una messinscena o altro perdura tuttora e non è mai stata chiarita; lo stesso Glover ha fornito spiegazioni incomplete e incongruenti in occasione di apparizioni successive allo stesso spettacolo e nelle interviste che hanno toccato l'argomento. Glover ebbe anche una carriera musicale con un album prodotto dai Barnes & Barnes, intitolato The Big Problem ≠ The Solution. The Solution = Let It Be (1989).

## Filmografia

### Attore

#### Cinema
- Kiss Games (My Tutor), regia di George Bowers (1983)
- In gara con la luna (Racing with the Moon), regia di Richard Benjamin (1984)
- Venerdì 13 - Capitolo finale (Friday the 13th: The Final Chapter), regia di Joseph Zito (1984)
- Teachers, regia di Arthur Hiller (1984)
- Ritorno al futuro (Back to the Future), regia di Robert Zemeckis (1985)
- The Orkly Kid, regia di Trent Harris (1985)
- A distanza ravvicinata (At Close Range), regia di James Foley (1986)
- I ragazzi del fiume (River's Edge), regia di Tim Hunter (1986)
- Twister, regia di Michael Almereyda (1989)
- Dalla parte del cuore (Where the Heart Is), regia di John Boorman (1990)
- Cuore selvaggio (Wild at Heart), regia di David Lynch (1990)
- The Doors, regia di Oliver Stone (1991)
- Rubin and Ed, regia di Trent Harria (1991)
- 30 Door Key, regia di Jerzy Skolimowski (1991)
- Piccoli rumori (Little Noises), regia di Jane Spencer (1992)
- Cowgirl - Il nuovo sesso (Even Cowgirls Get the Blues), regia di Gus Van Sant (1993)
- Buon compleanno Mr. Grape (What's Eating Gilbert Grape), regia di Lasse Hallström (1993)
- Una bionda sotto scorta (Chasers), regia di Dennis Hopper (1994)
- Dead Man, regia di Jim Jarmusch (1995)
- Larry Flynt - Oltre lo scandalo (The People Vs. Larry Flynt), regia di Miloš Forman (1996)
- Betty Love (Nurse Betty), regia di Neil LaBute (2000)
- Charlie's Angels, regia di McG (2000)
- Bartleby, regia di Jonathan Parker (2001)
- Fast Sofa, regia di Salomé Breziner (2001)
- Delitto e castigo (Crime and Punishment), regia di Menahem Golan (2002)
- Il sogno di Calvin (Like Mike), regia di John Schultz (2002)
- Willard il paranoico (Willard), regia di Glenn Morgan (2003)
- Charlie's Angels - Più che mai (Charlie's Angels: Full Throttle), regia di McG (2003)
- Incident at Loch Ness, regia di Zak Penn (2004)
- What Is It?, regia di Crispin Glover (2005)
- Dead Sexy - Bella da morire (Drop Dead Sexy), regia di Michael Philip (2005)
- Simon Says - Gioca o muori! (Simon Says), regia di William Dear (2006)
- Epic Movie (Epic Movie), regia di Jason Friedberg e Aaron Seltzer (2007)
- The Wizard of Gore, regia di Jeremy Kasten (2007)
- La leggenda di Beowulf (Beowulf), regia di Robert Zemeckis (2007)
- Freezer Burn: The Invasion of Laxdale, regia di Grant Harvey (2008)
- The Donner Party, regia di T.J. Martin (2009)
- Alice in Wonderland, regia di Tim Burton (2010)
- Mr. Nice, regia di Bernard Rose (2010)
- Un tuffo nel passato (Hot Tub Time Machine), regia di Steve Pink (2010)
- Freaky Deaky, regia di Charles Matthau (2012)
- Motel (The Bag Man), regia di David Grovic (2014)
- The Brits Are Coming - La truffa è servita (The Con Is On), regia di James Oakley (2018)
- Mistero al castello Blackwood (We Have Always Lived in the Castle), regia di Stacie Passon (2018)
- Lucky Day, regia di Roger Avary (2019)
- Smiley Face Killers, regia di Tim Hunter (2020)

#### Televisione
- Best of Times, regia di Don Mischer (1981) - Film TV
- L'albero delle mele (The Facts of Life) – serie TV, episodio 9x04 (1982)
- The Kid with the 200 I.Q., regia di Leslie H. Martinson (1983) - Film TV
- Happy Days – serie TV, episodio 7x11 (1983)
- Hill Street giorno e notte (Hill Street Blues) – serie TV, episodio 9x04 (1983)
- Un liceo tutto matto (High School U.S.A.), regia di Rod Amateau (1983) - Film TV
- Casa Keaton (Family Ties) – serie TV, 2 episodi (1984)
- High School U.S.A., regia di Jack Bender (1984) - Film TV
- Hotel Room – film TV, episodio Blackout (1993)
- Funny or Die Presents... – serie TV, episodio 5x01 (2010)
- Drunk History – serie TV, episodio 2x02 (2010)
- Texas Rising – miniserie TV (2015)
- American Gods - serie TV (2017- 2021)
- Cabinet of Curiosities - serie TV (2022)

### Regista e sceneggiatore
- What Is It? (2005)
- It Is Fine. Everything Is Fine! (2007)

### Doppiatore
- Boog & Elliot 2 (Open Season 2), regia di Matthew O'Callaghan e Todd Wilderman (2008)
- 9 (9), regia di Shane Acker (2009)
- Boog & Elliot 3 (Open Season 3), regia di Cody Cameron (2011)

### Produttore
- What Is It?, regia di Crispin Glover (2005)
- It Is Fine. Everything Is Fine!, regia di Crispin Glover (2007)

## Discografia
- 1989: The Big Problem ≠ The Solution. The Solution = Let It Be

## Opere
- 1982: Billow and the Rock
- 1988: Rat-Catching
- 1989: Oak-Mot
- 1990: Concrete Inspection
- 1992: What it is, and How it is Done

## Doppiatori italiani
Nelle versioni in italiano delle opere in cui ha recitato, Crispin Glover è stato doppiato da:
- Stefano Benassi ne Il sogno di Calvin, Dead Sexy - Bella da morire, Alice in Wonderland, American Gods, Smiley Face Killers
- Mino Caprio in Larry Flynt - Oltre lo scandalo, Willard il paranoico
- Pasquale Anselmo in Cowgirl - Il nuovo sesso, Cabinet of Curiosities
- Luca Ward in Venerdì 13 - Capitolo finale
- Oreste Baldini in Ritorno al futuro
- Massimo Corizza in A distanza ravvicinata
- Tonino Accolla ne I ragazzi del fiume
- Francesco Vairano in The Doors
- Luca Lionello in Buon compleanno Mr. Grape
- Gaetano Varcasia in Dead Man
- Roberto Gammino in Betty Love
- Patrizio Prata in Simon Says - Gioca o muori!
- Massimo Popolizio in La leggenda di Beowulf
- Antonio Palumbo in Mr. Nice
- Luigi Ferraro in Un tuffo nel passato
- Alberto Bognanni in Freaky Deaky
- Christian Iansante in Motel
- Roberto Stocchi in Texas Rising

Da doppiatore è sostituito da:
- Franco Mannella in Boog & Elliot 2, Boog & Elliot 3
- Vittorio Guerrieri in 9